# Sawah (Kuantan Tengah)
Sawah is een bestuurslaag in het regentschap Kuantan Singingi van de provincie Riau, Indonesië. Sawah telt 2331 inwoners (volkstelling 2010).